# Rhodochlora trifasciata
Rhodochlora trifasciata är en fjärilsart som beskrevs av W. Warren 1909. Rhodochlora trifasciata ingår i släktet Rhodochlora och familjen mätare. Inga underarter finns listade.